# 25193 Taliagreene
25193 Taliagreene (tên chỉ định: 1998 SV126) là một tiểu hành tinh vành đai chính. Nó được phát hiện bởi dự án Nghiên cứu tiểu hành tinh gần Trái Đất Lincoln ở Socorro, New Mexico, ngày 16 tháng 9 năm 1998. Nó được đặt theo tên Talia Kate Greene, an American student và finalist in the 2008 Society for Science & the Public middle school science competition.